# 斋浦尔城市皇宫
斋浦尔城市皇宫（英語：City Palace）位于印度拉贾斯坦邦首府斋浦尔旧城中心，兴建于1729-1732年。现在，马哈拉加王族后人斋浦尔土王仍然生活在宫内。皇宫有8个宫门，主殿以大理石建造，宫门两边各站立着大理石造的大象。主殿后的接见厅是国民向君主表达意见或君主宣布大事的地方。城市皇宫内有两个世界最大的银壶。

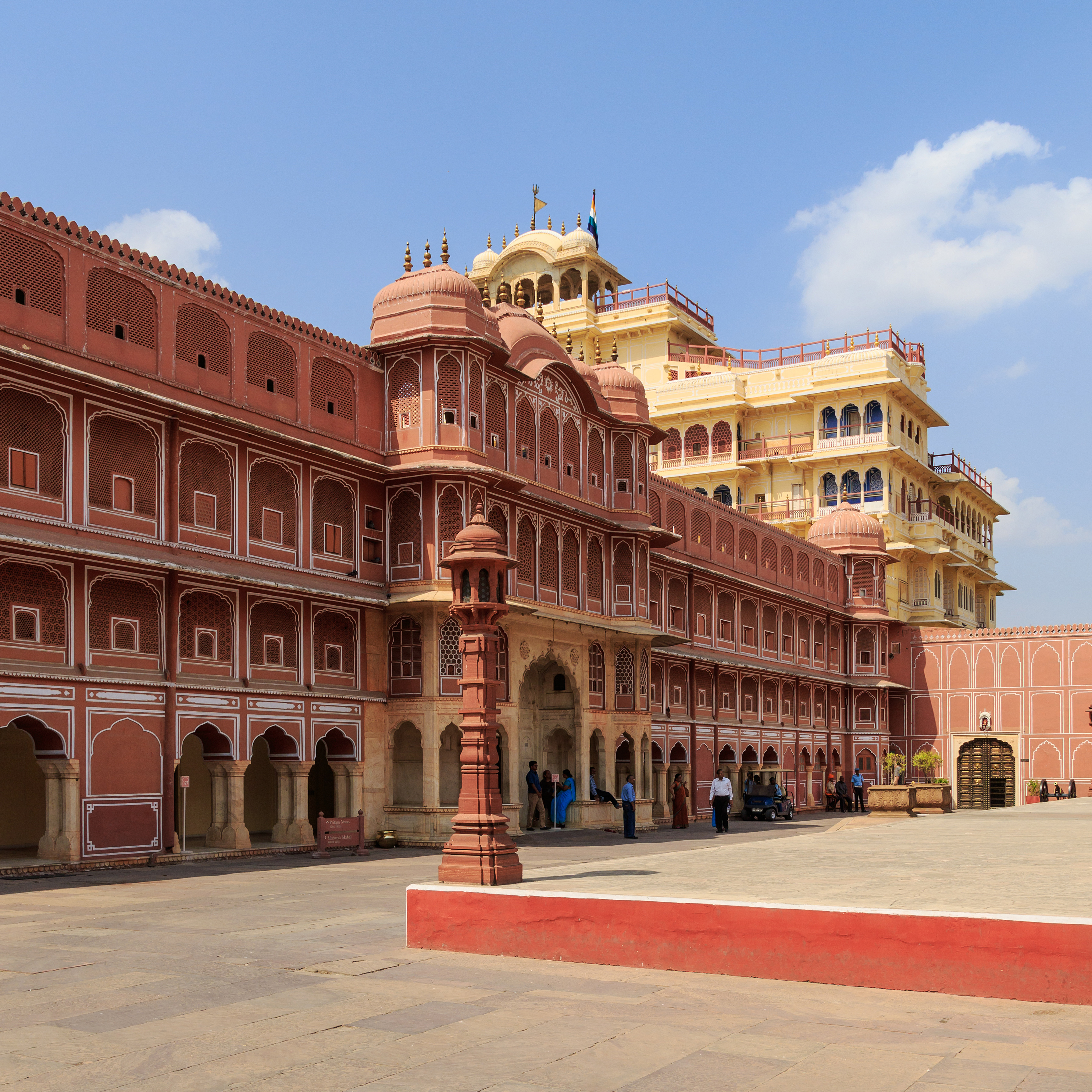
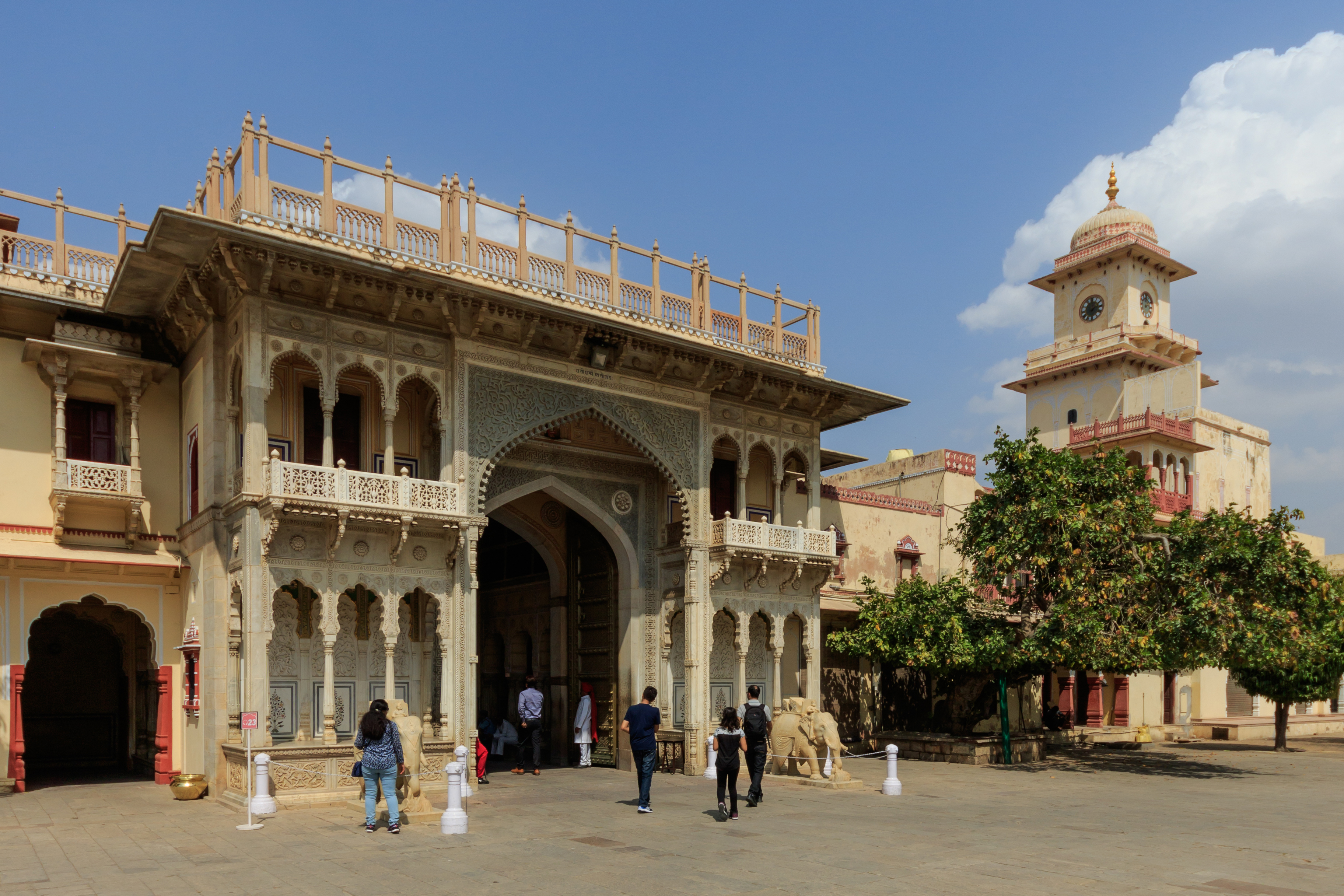
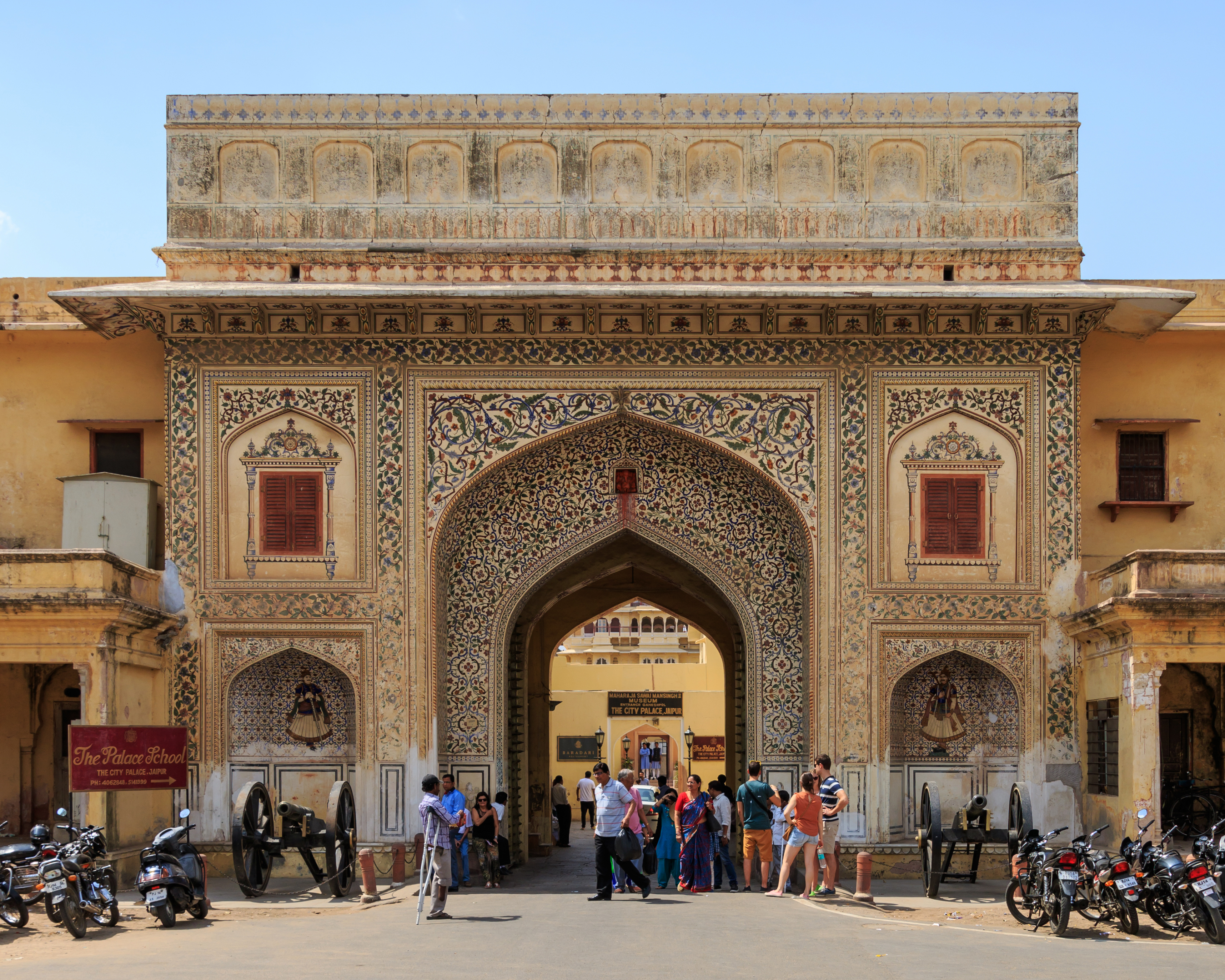
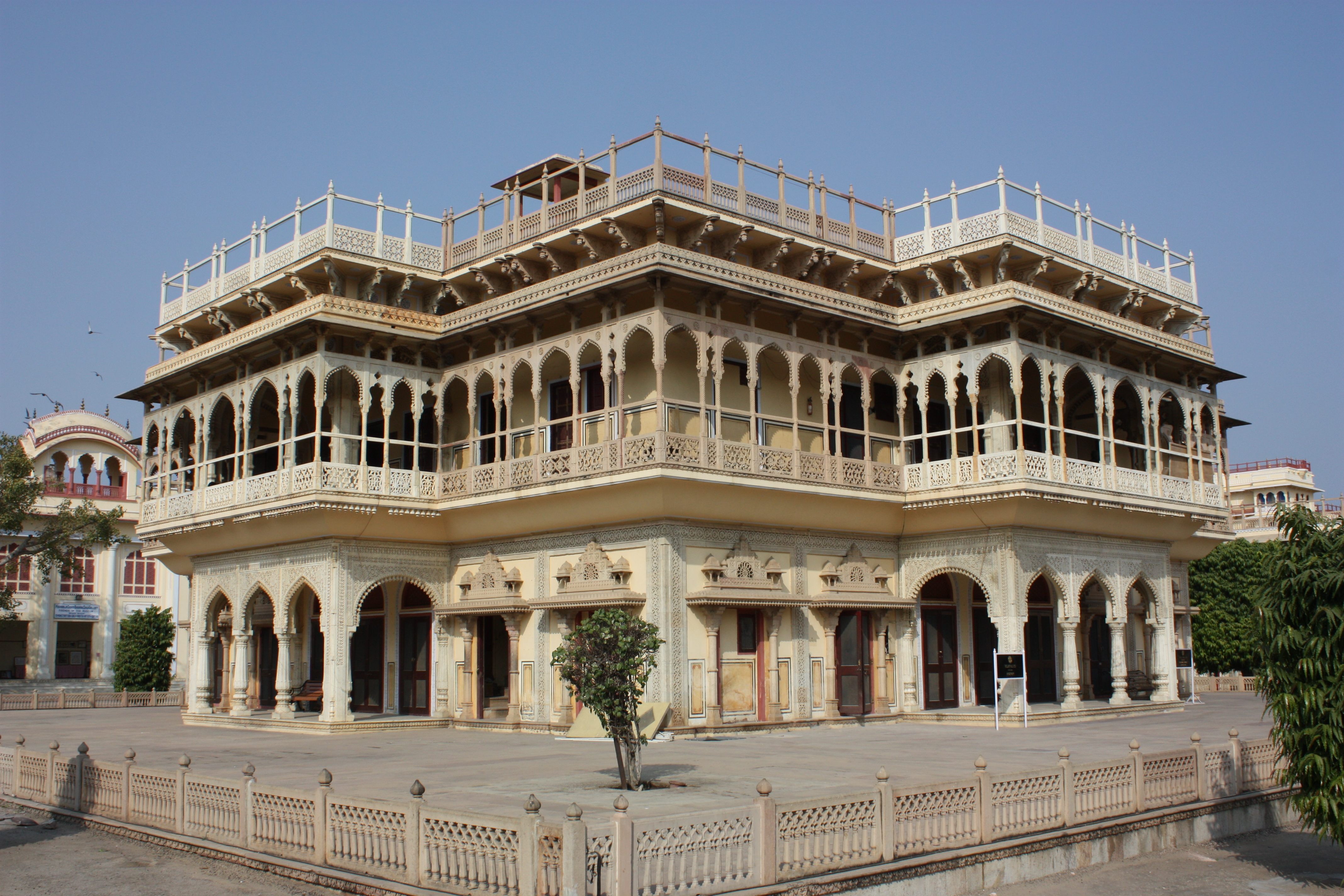
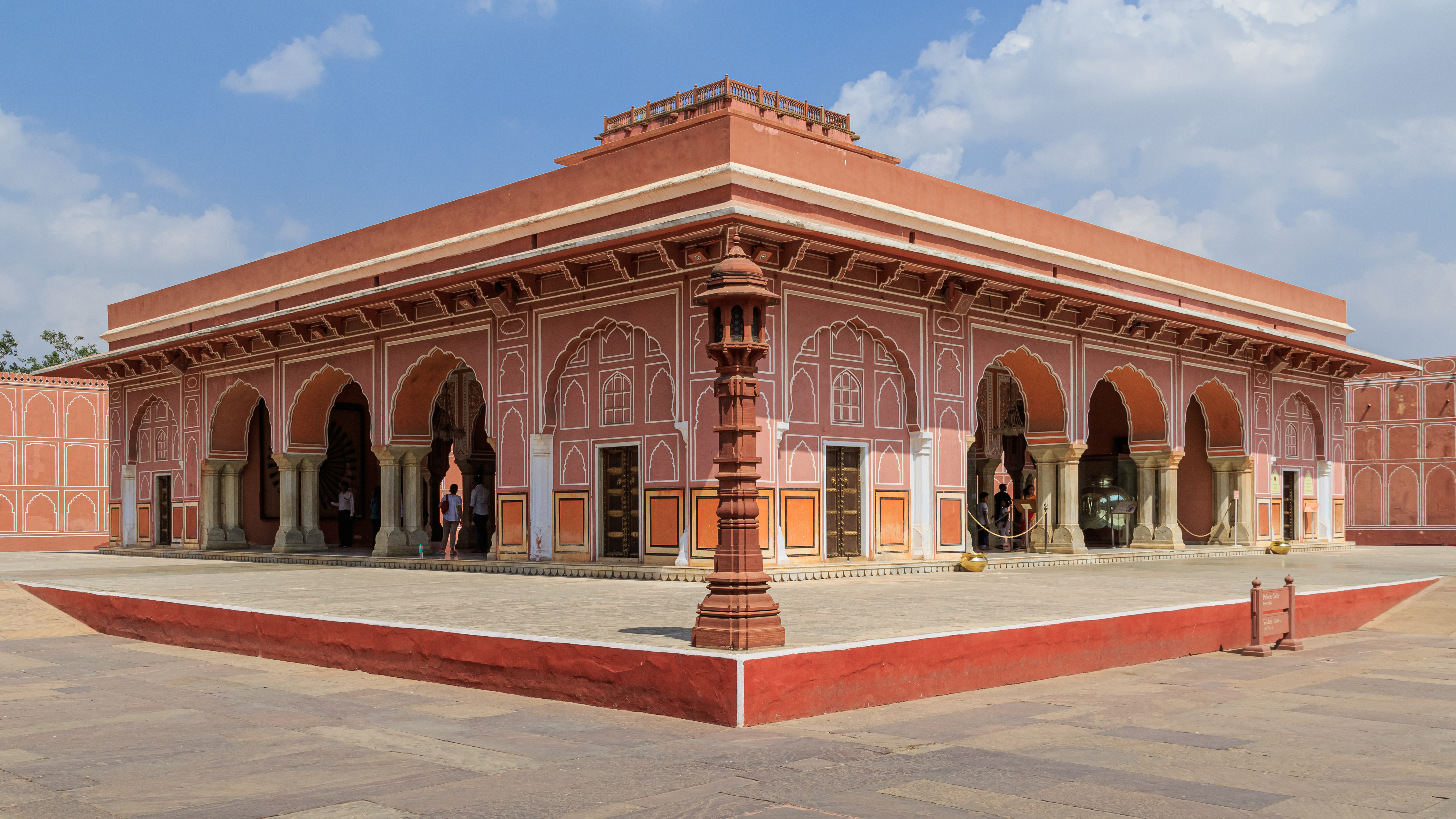
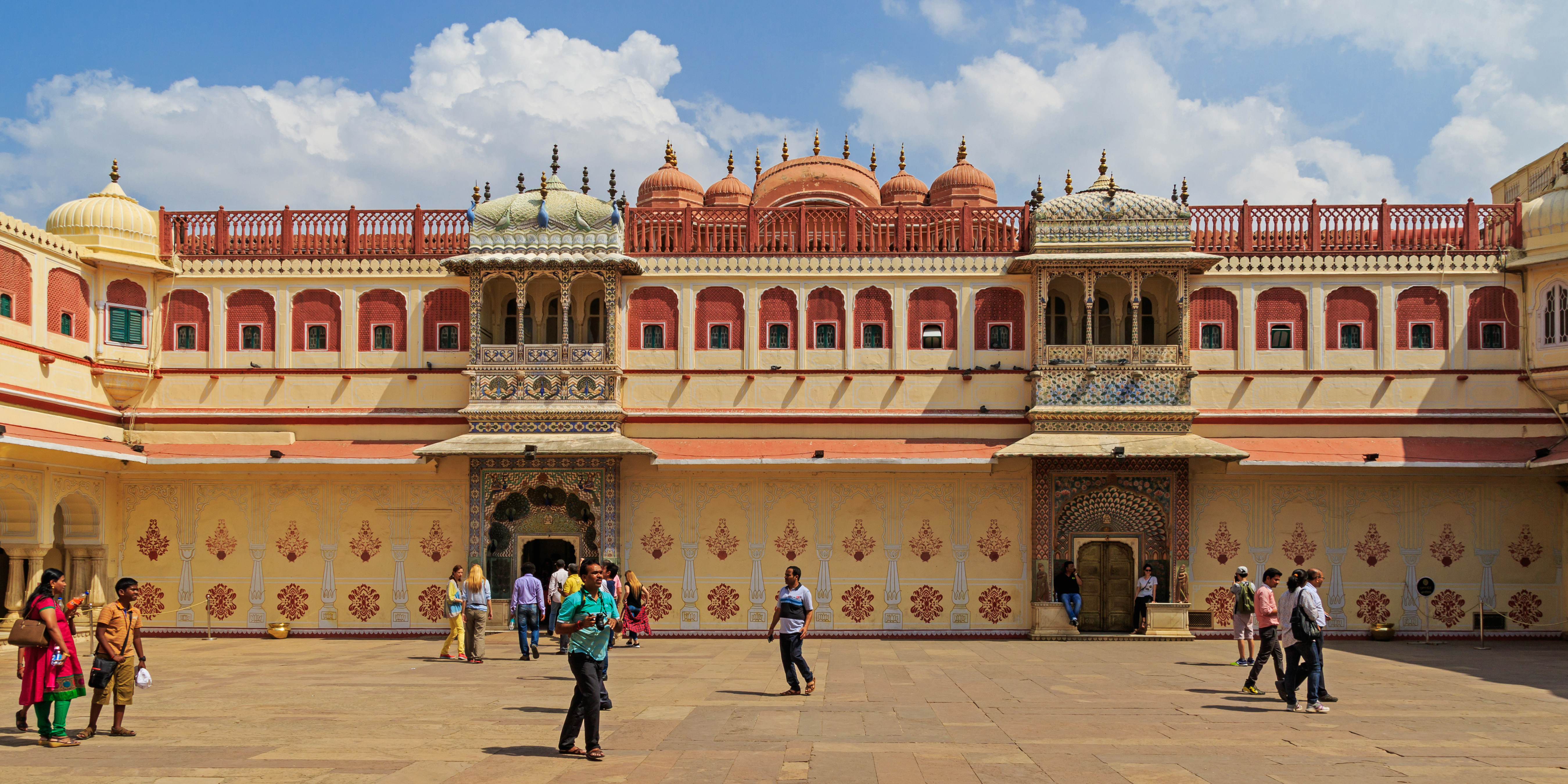
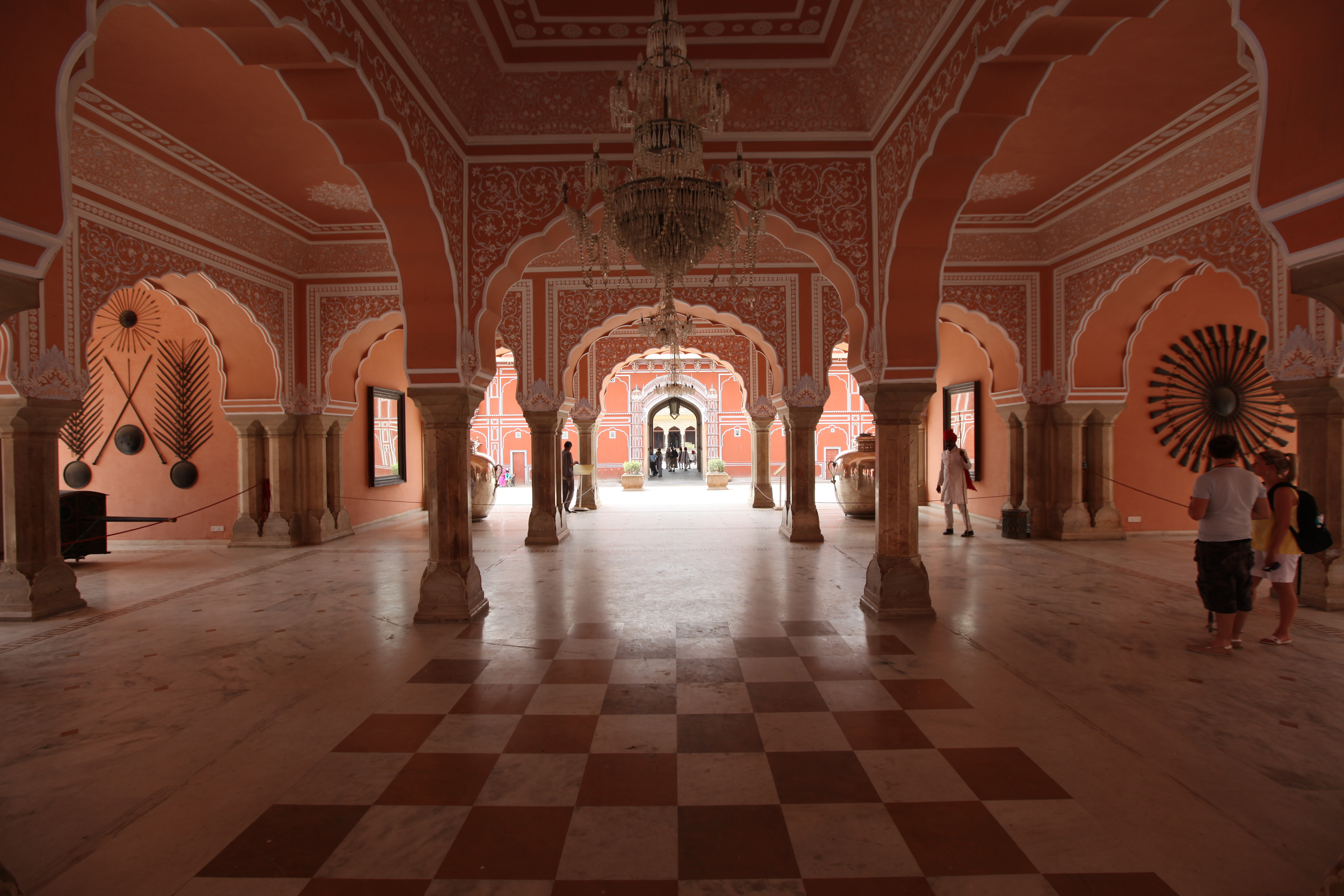
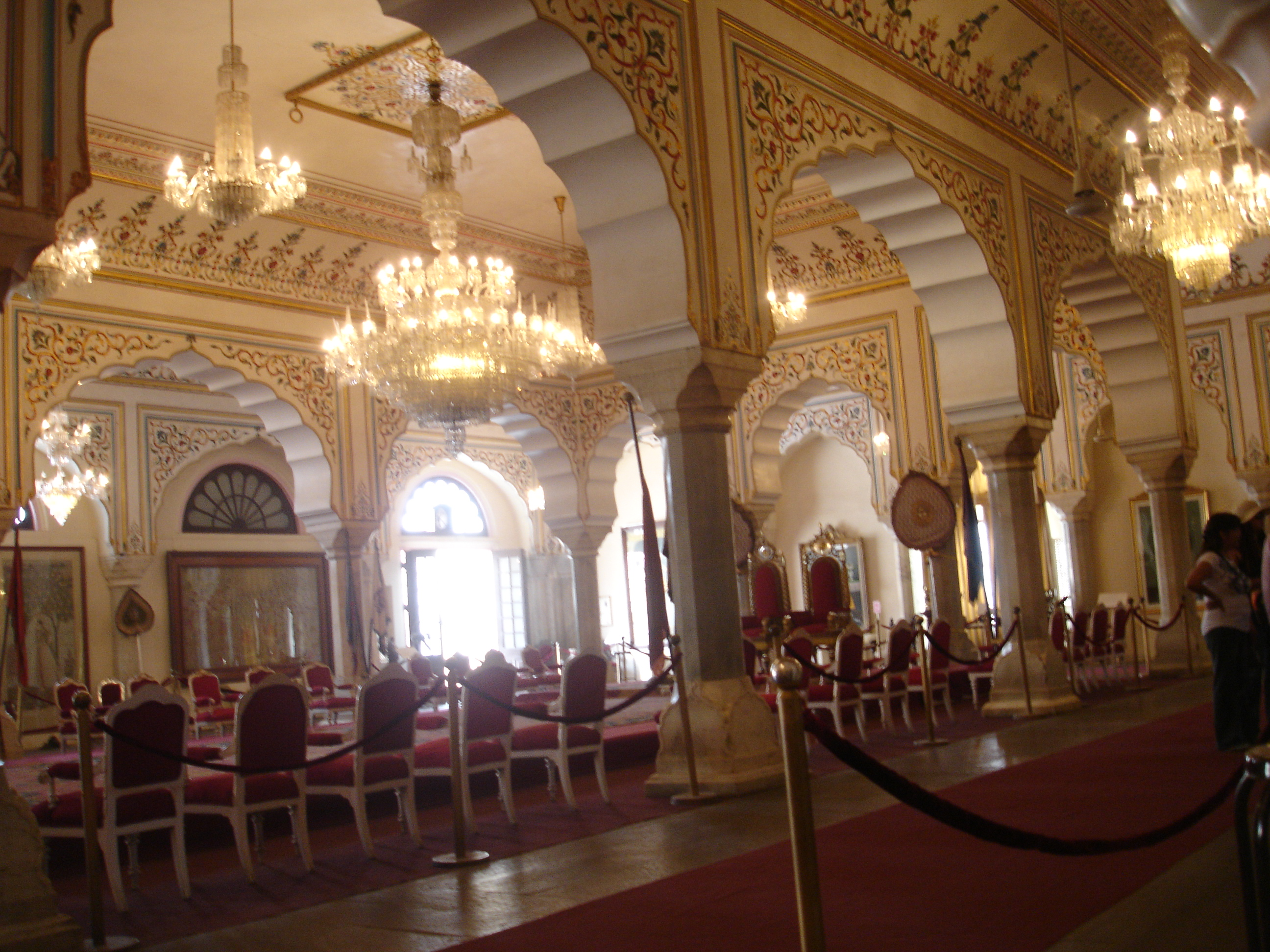